# Live in Decay
Live in Decay prvi je demoalbum poljskog death metal-sastava Vader, objavljen 1988.

## Pozadina
Godine 1986. sastav svirao je na festivalu Metalmania u travnju u gradu Katowice. Nakon ovog nastupa, gitarist i osnivač Zbigniew "Vika" Wróblewski napustio je sastav zbog razlika u glazbi. Piotr "Peter" Wiwczarek (tada "Behemoth") postao je jedini gitarist sastava. Ovo je jedini album na kojem Wiwczarek nije pjevao, a pjevač sastava je bio Robert "Czarny" Czarneta. Krajem 1986. sastav je svirao koncert u halu Gotowca u Akademia Rolniczo-Techniczna u Olsztynu. Ovaj nastup održan je 12. prosinca 1986.
Live in Decay bio je jedini Vaderov album na kojem su se pojavili pjevač Robert "Czarny" Czarneta, bubnjar Grzegorz "Belial" Jackowski i basist Robert "Astaroth" Struczewski. Belial je napustio sastav 1988. a Czarny je bio izbačen iz sastava iste godine nakon incidenta tijekom nastupa na festivalu Thrash Camp u Rogoźniku. Astaroth je napustio sastav naredne godine.

## Glazbeni stil
Ovaj album je u stilu old-school thrash metala i speed metala. U ovog vrijema sastav svirao je heavy/thrash/speed metala.
Live in Decay također je jedini album sve do albuma XXV iz 2008. na kojem je tekst pjesama bio na poljskom. Nekoliko pjesama kao što su "Trupi Jad", "Gniew Szatana" i "Abaddon" u novim verzijama na engleskom pojavile su se na albumima The Ultimate Incantation, Sothis i De Profundis. Pjesma "Tyrani Piekieł" pojavila se na albumu XXV.

## Popis pjesama
Tekstovi: Behemoth, glazba: Behemoth i Vader.
| 1. | »Intro« (instrumentalna skladba)   | 0:50 |
| 2. | »Satans Wrath / Gniew szatana«     | 4:52 |
| 3. | »Till Your Death! / Giń psie!«     | 2:50 |
| 4. | »Deathlike Carrion /Trupi jad«     | 6:32 |
| 5. | »Tyrants of Hell / Tyrani piekieł« | 4:42 |

| Strana B – Decay | Strana B – Decay            | Strana B – Decay | Strana B – Decay | Strana B – Decay | Strana B – Decay | Strana B – Decay | Strana B – Decay | Strana B – Decay | Strana B – Decay |
| Br.              | Skladba                     | Trajanje         |                  |                  |                  |                  |                  |                  |                  |
| ---------------- | --------------------------- | ---------------- | ---------------- | ---------------- | ---------------- | ---------------- | ---------------- | ---------------- | ---------------- |
| 6.               | »Deathlike Carrion« (proba) | 6:50             |                  |                  |                  |                  |                  |                  |                  |
| 7.               | »Satans Wrath« (proba)      | 4:28             |                  |                  |                  |                  |                  |                  |                  |
| 8.               | »Tyrants of Hell« (proba)   | 4:02             |                  |                  |                  |                  |                  |                  |                  |
| 35:06            |                             |                  |                  |                  |                  |                  |                  |                  |                  |

## Članovi
| Vader - Belial – bubnjevi - Czarny – vokal - Behemoth – gitara, naslovnica albuma - Astaroth – bas-gitara | Ostalo osoblje - Barbara Skrobutan – fotografije - Krzysztof "Kisiu" Wojtkowski – snimanje (uživo) - W. Iliaszewicz – inženjer zvuka - K. Śliwa – inženjer zvuka |